# Dolce stil novo

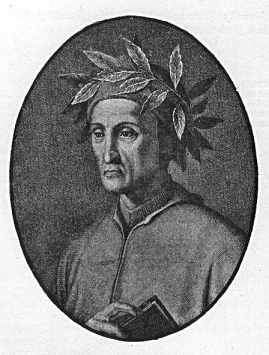
Retrato de Dante Alighieri, um poeta Dolce stil novo. Pintura de Stefano Tofanelli.

Com a expressão toscana Dolce stil novo ou Dolce stil nuovo ("Doce estilo novo”), Francesco de Sanctis denominou no século XIX um grupo de poetas italianos da segunda metade do século XIII, integrado por Guido Guinizelli, Guido Cavalcanti, Dante Alighieri, Lapo Gianni, Cino da Pistoia, Guianni Alfani e Dino Frescobaldi.
| “ | O Stil Nuovo tem a particularidade de que sua inspiração religiosa não unicamente mística, mas sim que é subjetivista em grau máximo. […] Esta mentalidade, que lembra as correntes místicas, neoplatônica e averroístas, é, no mínimo, uma profunda sublimação das doutrinas eclesiásticas, é algo autônomo que em todo caso pode ter um lugar no seio da Igreja, mas que, não obstante, se encontra já nos limites da heterodoxia é. E, de fato, alguns membros daquele círculo eram considerados livres pensadores. | ” |
|   | — Erich Auerbach. |   |

A expressão Dolce stil novo provem da Divina Comédia de Dante, especificamente do Purgatório, canto XXIV, v 57, («Di qua dal dolce stil novo ch' i' odo»); e é daí que o poeta florentino Bonagiunta da Lucca assim denomina a obra de Dante, em contraposição à lírica trovadoresca.

## Origens
Este novo modelo doce é derivado de diversas fontes, entre elas:
- A própria tradição trovadoresca, da qual leva as convenções do amor cortês (fundo religioso da experiência amorosa, conceito de gentileza, idealização da mulher e crença de que o amor exerce um influxo benéfico e enobrecedor sobre o amante).
- O franciscanismo, que valorizava sobretudo a sinceridade e a harmonia entre homem e natureza.
- A maioria dos "stilnovistas" tiveram contato com a Universidade de Bolonha, então muito influenciada pelo pensamento aristotélico.
- A escola poética siciliana da primeira metade do século XIII (Cecco Angiolieri, etc.), pioneira no emprego da língua vernácula vulgar e a qual se devem formas como o soneto, possivelmente criado por Giacomo da Lentini.

## Nomes mais significativos
Os poetas mais importantes deste grupo foram a tríade Guinizelli, Cavalcanti e Dante Alighieri, que configurou o desenvolvimento teórico, filosófico e metafísico da fenomenologia amorosa. Desde um ponto de vista formal, os metros mais usados por esta escola poética foram o soneto, a canção, a balada composta em verso heróico e heptassílabos.
Guinizelli compôs a canção programática do movimento, Al cor gentil ripara sempre amore. Definiu o amor suave como "purificado e purificador" e acredita que o amor e coração nobre, derivado da virtude pessoal, são uma e a mesma coisa. Segundo Guinizzelli, a amada estimula a disposição inata do amante para o bem absoluto e o coloca em comunicação com o amor divino.
Cavalcanti apregoa seu ideal cristão e neo-aristotélico de amor em sua canção Donna me prega, per ch’eo voglio dire "A Mulher me pede, por isso, eu quero dizer-lhe”. Nesta canção a idealidade e a renúncia às realidades empíricas fazem com que a dama nunca assuma uma corporalidade concreta, e sim que irradie ação por meio de sua beleza. O amante, entre agitação e angústia, se sente perseguido pelos espectros do amor e da morte.
Os primeiros poemas de La vita nuova (1293) de Dante Alighieri expressa a angústia derivada do modelo cavalcantiano, mas na canção Donne ch’avete intelletto d’amore ("As mulheres que têm inteligência do amor") se rejeita esta atitude e é privilegiado o conceito de amor de Guinizelli para definir elementos pertencentes ao platonismo, especialmente a contemplação angelical da amada ou a “donna angelicata”. Em De vulgari eloquentia (1304-1307), Dante elabora suas ideias sobre o estilo, língua, forma e métrica mais adequados para avaliar na essência a autenticidade do sentimento poético e a doçura e sutileza do tom.

## Influências posteriores
O Dolce Stil Novo exerceu uma larga influência sobre os poetas posteriores, especialmente Francesco Petrarca, Matteo Frescobaldi, Franceschino degli Albizzi, Sennuccio del Bene, Giovanni Boccaccio, Cino Rinuccini, etc. Além disso, através da influência do Canzoniere de Petrarca, as convenções do Dolce Stil Novo se expandiram por toda a Europa e marcaram o desenvolvimento da poesia lírica francesa, ibérico, inglesa (salvo a rara exceção de William Shakespeare), etc. O influxo deste estilo literário transcendeu-se até influenciar profundamente em outras artes, por exemplo, na pintura de Sandro Botticelli.